# Aggersborg
 For alternative betydninger, se Aggersborg (flertydig). (Se også artikler, som begynder med Aggersborg)
Aggersborg er Danmarks største vikingeborg og optaget på UNESCOs verdensarvsliste. Aggersborg ligger i Han Herred, ved Aggersund på nordsiden af Limfjorden.
Borgen har en indre diameter på 240 meter, og hele anlægget er langs voldgravens yderkant 288 meter bredt. Mellem volden og graven var et ca 8 meter bredt plant stykke. Graven var ca. 1,3 meter dyb, mens volden var ca. 4 meter høj. Volden var bygget af jord og tørv, afstivet og beklædt med egetræ. Øverst var der et brystværn af træ. Den nuværende vold er lavere end den oprindelige, den er opført i begyndelsen af 1990'erne, og den markerer blot, hvor det oprindelige anlæg lå. De fire hovedgader går, som ved alle de andre trelleborge, fra centrum af borgen og ud mod hvert sit verdenshjørne. De er ført gennem volden som tunneler for ikke at svække forsvaret af borgen. I hver fjerdedel af cirklen, hvor husene lå, løb flere små tværgader.
Anlægget er svært at datere, da der under det ligger en landsby med grubehuse og langhuse fra germansk jernalder. Men det er formentlig bygget nogenlunde samtidig med de andre trelleborge – højst sandsynligt omkring år 980 da Harald Blåtand og/eller Svend Tveskæg regerede landet. Borgen er bygget i løbet af 1–2 år og har kun været anvendt i omkring 5–20 år.
Med de 48 langhuse antages det, at der har været plads til op mod 5.000 mand. Husene ligger med tolv langhuse i hver fjerdedel af cirklen. De er alle orienteret i retningen nord/syd eller øst/vest. Af de oprindelige træhuse er kun stolpehullerne tilbage. Deres indbyrdes placering, hældning og dimensioner samt viden om husenes udformning fra Cammin-skrinet, et husformet relikvieskrin, og husformede gravsten fra England, har givet viden til opførelsen af en rekonstruktion af trelleborgenes huse. Husenes konstruktion kaldes bulkonstruktion. Rekonstruktionen ligger ved Fyrkat. Husene havde buede tagrygge og buede langsider som et skib. De var 32,5 meter lange og 8,5 meter brede. De var opdelt i en lang midterhal på 19,5 meters længde med mindre rum i gavlene. Til opførelse af et enkelt af husene ved Aggersborg krævedes 66 store egetræer. Til hele bebyggelsen med trækonstruktionen i voldene og træ til husene har der været brugt omkring 5.000 store egetræer.
Fra udgravningen af anlægget er fundet mange oldsager. Mange importerede luksusvarer er fundet – f.eks. fandtes der i det største hus perler af bjergkrystal og stumper af glaskander. I et stolpehul lå en sammenklemt guldarmring, det største guldfund i Danmark efter guldhornene. Guldarmringen er kopieret og kan ses på museet ved anlægget.
Aggersborgs beliggenhed – beskyttet og dog let tilgængeligt med skib – skal ses i lyset af, at Limfjorden på borgens tid var åben for sejlads i tre retninger: vest, øst som i dag, men dengang også mod nord gennem Sløjen. Muligvis har man måttet trække skibene forbi Løgstørgrunde.
Desuden lå Aggersborg ved en af den ældgamle hærvejs tre passager over Limfjorden (der var også overgange ved Staun nord for Farstrup og en anden ved Lindholm Høje i Aalborg-forstaden Nørresundby).
Aggersborg ligger altså strategisk usædvanligt godt placeret i et trafikknudepunkt, både for øst-vest og nord-sydgående trafik. Men der er stadig uvished om, om Aggersborg var et magtcenter til kontrol af handel og interne stridigheder eller det var en kaserne/træningslejr i forbindelse med Svend Tveskægs plyndringstogter til bl.a. England.